# Канчеллери, Адзурра
Адзурра Пия Мария Канчеллери (итал. Azzurra Pia Maria Cancelleri, родилась 5 мая 1984 года в Кальтаниссетте) — итальянский политик, депутат Палаты депутатов Италии от Движения пяти звёзд.

## Биография
Окончила технический лицей. Состоит в партии «Движение пяти звёзд». Избрана в Палату депутатов 19 марта 2013 года по итогам парламентских выборов от XXIV избирательного округа Сицилия 1. С 30 апреля 2015 года — член X комиссии (по производственной деятельности, торговле и туризму). Занимала пост секретаря VI комиссии (по финансированию) с 7 мая 2013 по 30 апреля 2015. С 19 июля 2013 по 3 октября 2014 и с 29 апреля 2015 по 2 марта 2016 — член Парламентской комиссии по региональным вопросам.